# Mamoul
Le Mamoul est une rivière française du Massif central qui coule dans le département du Lot.
Sa partie aval étant constituée par deux bras divergents, le Mamoul est à la fois un affluent de la Dordogne, en rive gauche, et de la Bave, en rive droite.

## Géographie
Le Mamoul prend sa source vers 570 mètres d'altitude, au nord-ouest du lieu-dit Benne, sur l'ancienne commune de Sousceyrac, fusionnée depuis janvier 2016 dans la commune nouvelle de Sousceyrac-en-Quercy, trois kilomètres et demi au nord du bourg de Sousceyrac, en région Occitanie.
Il s'écoule globalement de l'est vers l'ouest.
Il passe sous les routes départementales (RD) 29 puis 31 avant d'entrer dans des gorges longues d'environ huit kilomètres et hautes de 100 à 150 mètres, recevant sur sa gauche le ruisseau de Soult, passant sous la RD 40 puis longeant la RD 140. Au sortir des gorges, juste en amont du bourg de Cornac, il se scinde dans la vallée en plusieurs bras dont un long de quatre kilomètres. Les deux tronçons sont franchis successivement par les RD 134, 140 et 803, puis se rejoignent.
Au bourg de Bonneviole (commune de Prudhomat), le Mamoul passe sous la RD 14 et deux bras se séparent : celui au sud passe sous la RD 43 et va rejoindre la Bave en rive droite, à 125 mètres d'altitude, cent mètres en aval du pont de Maday ; l'autre va confluer à 124 mètres d'altitude avec la Dordogne en rive gauche, un kilomètre à l'ouest de Bonneviole. Suivant différentes sources, il est donc considéré soit comme un affluent de la Dordogne, soit comme un affluent de la Bave, et donc, un sous-affluent de la Dordogne.
Il est long de 24,1 km.

### Communes traversées
Dans le seul département du Lot, le Mamoul arrose huit communes, soit de l'amont vers l'aval : Sousceyrac-en-Quercy (source), Teyssieu, Cornac, Estal, Saint-Laurent-les-Tours, Belmont-Bretenoux, Bretenoux et Prudhomat (confluences avec la Dordogne et la Bave).

### Affluents
Le Mamoul a neuf affluents référencés par le Sandre,. Le plus long est le ruisseau de Soult, 4,6 km, en rive droite.
Le Mamoul n'ayant aucun sous-affluent, son rang de Strahler est égal à deux.

## Hydrologie
Consécutive à des pluies très importantes concernant tout le Haut Quercy, la crue de référence qui a touché le bassin du Mamoul date du 3 octobre 1960. Le plan de prévention du risque inondation du bassin de la Dordogne amont intègre le Mamoul et a déterminé que quatre communes (Belmont-Bretenoux, Bretenoux, Cornac et Prudhomat) sont affectées, notamment l'école et la salle des fêtes de Cornac.

## Environnement
Le bassin du Mamoul fait partie d'une zone naturelle d'intérêt écologique, faunistique et floristique (ZNIEFF) de type 2 présentant un intérêt du fait de la présence de trois espèces de poissons migrateurs dans ses eaux : Lamproie marine (Petromyzon marinus), Saumon atlantique (Salmo  salar) et Truite fario (Salmo trutta), ainsi que de deux autres espèces protégées : Chabot commun (Cottus gobio) et Loche franche (Barbatula barbatula). De plus, des tourbières sont présentes dans la partie amont du bassin.

## Monuments ou sites remarquables à proximité
- À Prudhomat :
  - Le château de Castelnau-Bretenoux du XIe au XVIIIe siècle[12] et sa collégiale du XIVe siècle[13] ;
  - La chapelle Sainte-Marie de Félines du XIVe siècle[14] ;
  - L'église Saint-Gilles de Bonneviole, du Xe au XIIe siècle[15].

## Galerie

le Mamoul à Bonneviole
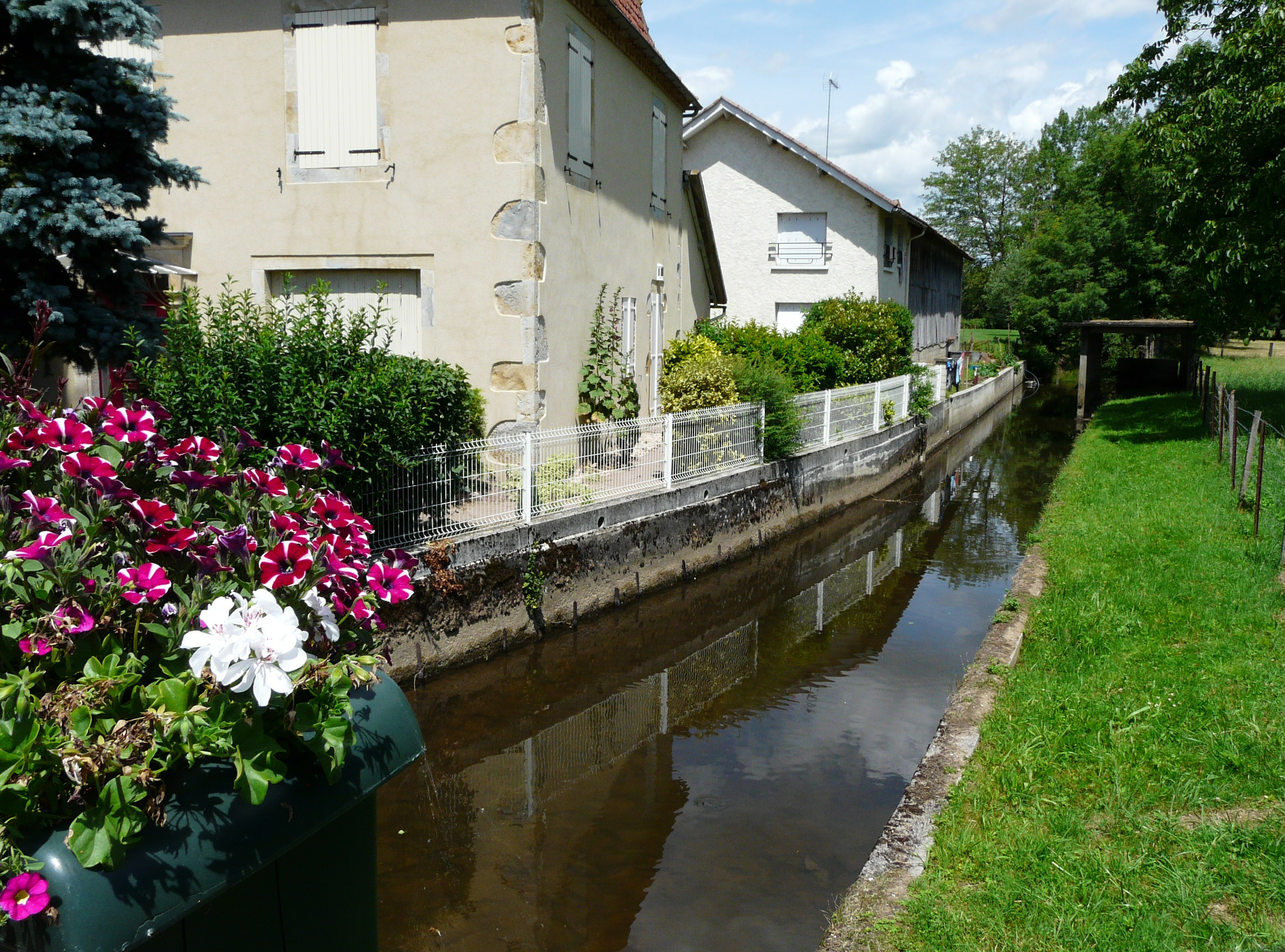
En amont de la RD 14.
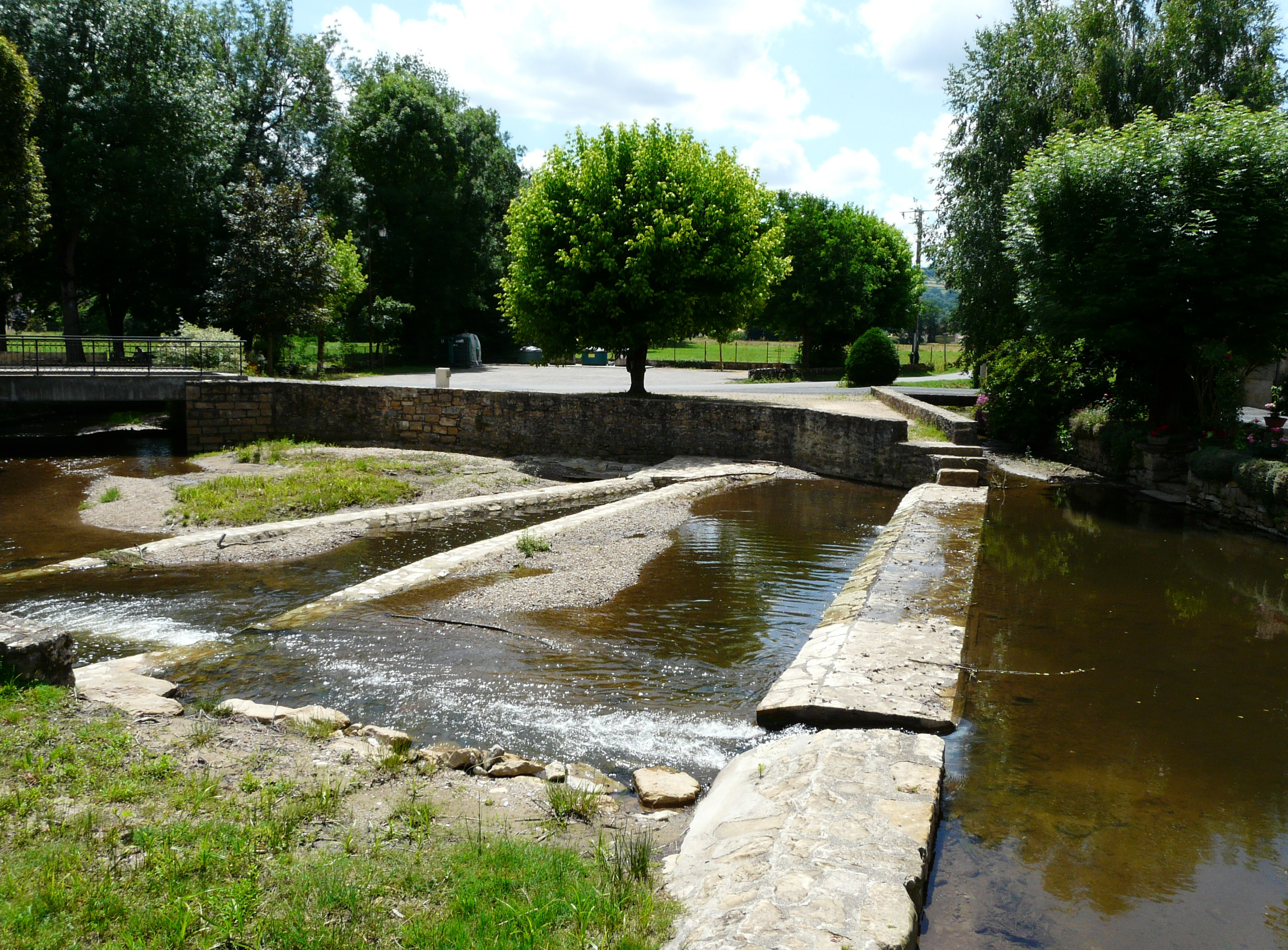
En aval de la RD 14.
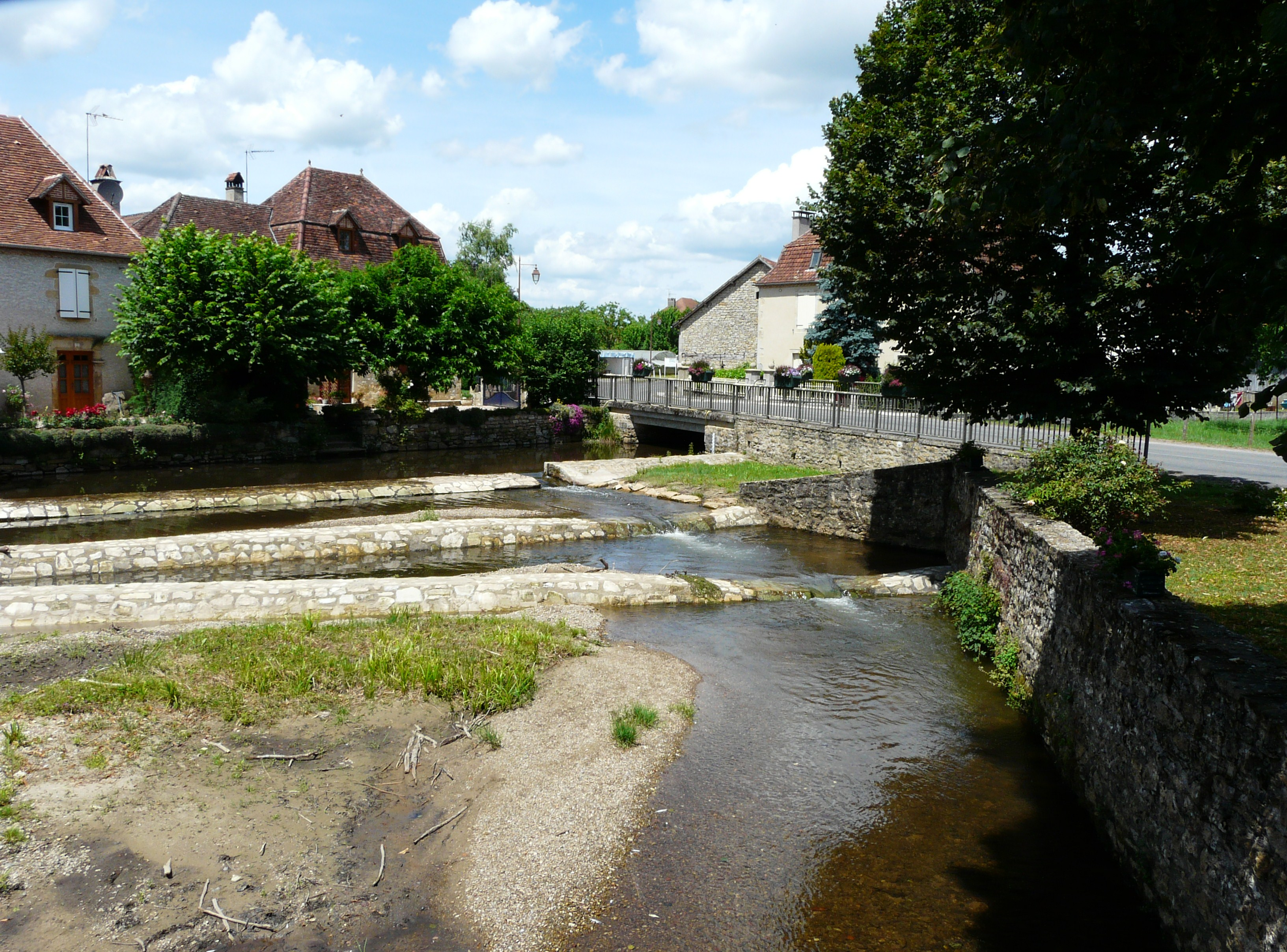
En amont de la RD 43.
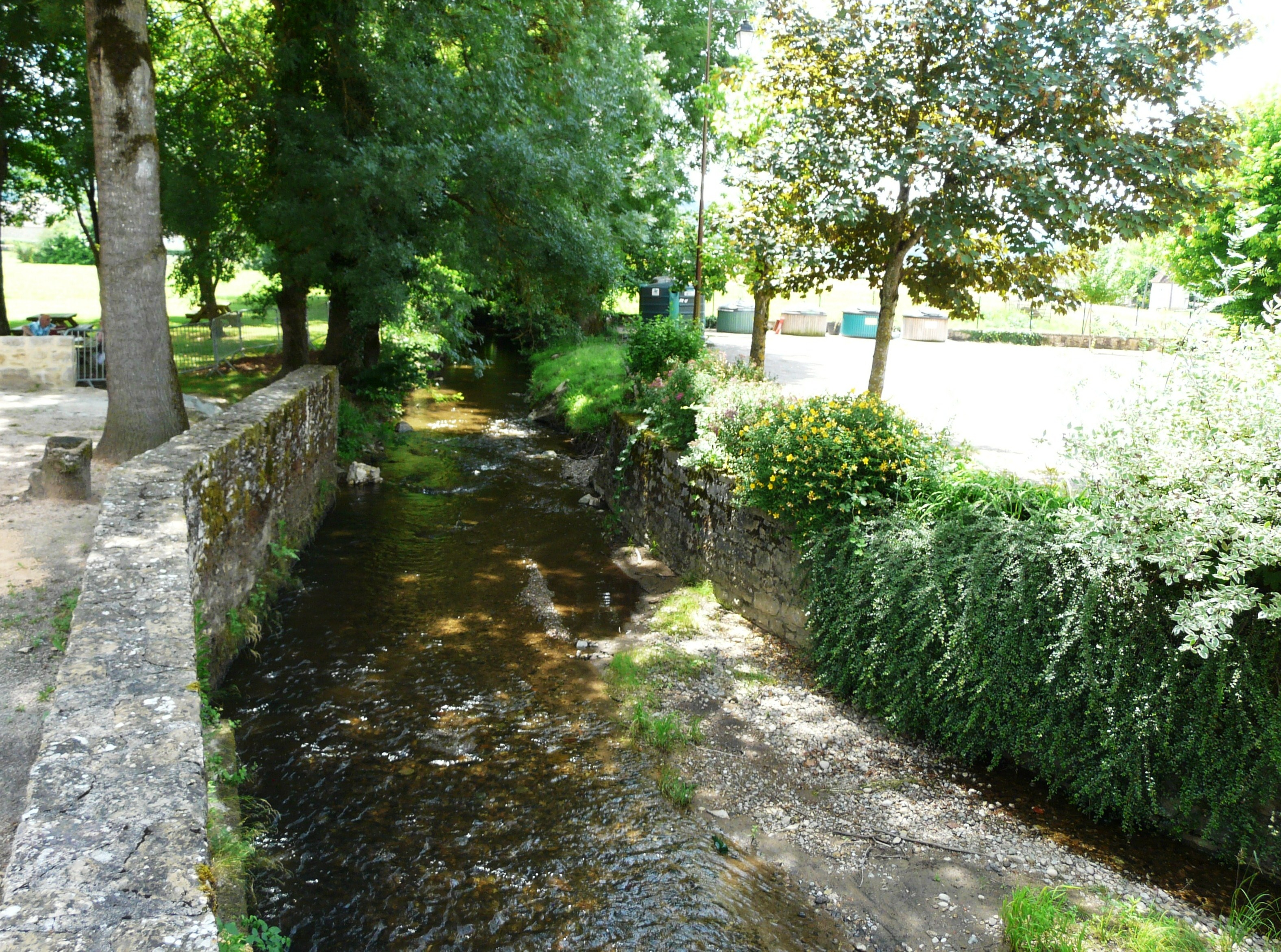
En aval de la RD 43.